# 利勒哈默尔
利勒哈默尔（挪威語：Lillehammer，挪威語發音：[ˈlɪ̂lːəˌhɑmːər] ⓘ），挪威内陆郡一城市，曾举办1994年冬季奥林匹克运动会及2016年冬季青年奧林匹克運動會。1973年发生利勒哈默尔暗杀事件。

## 图集

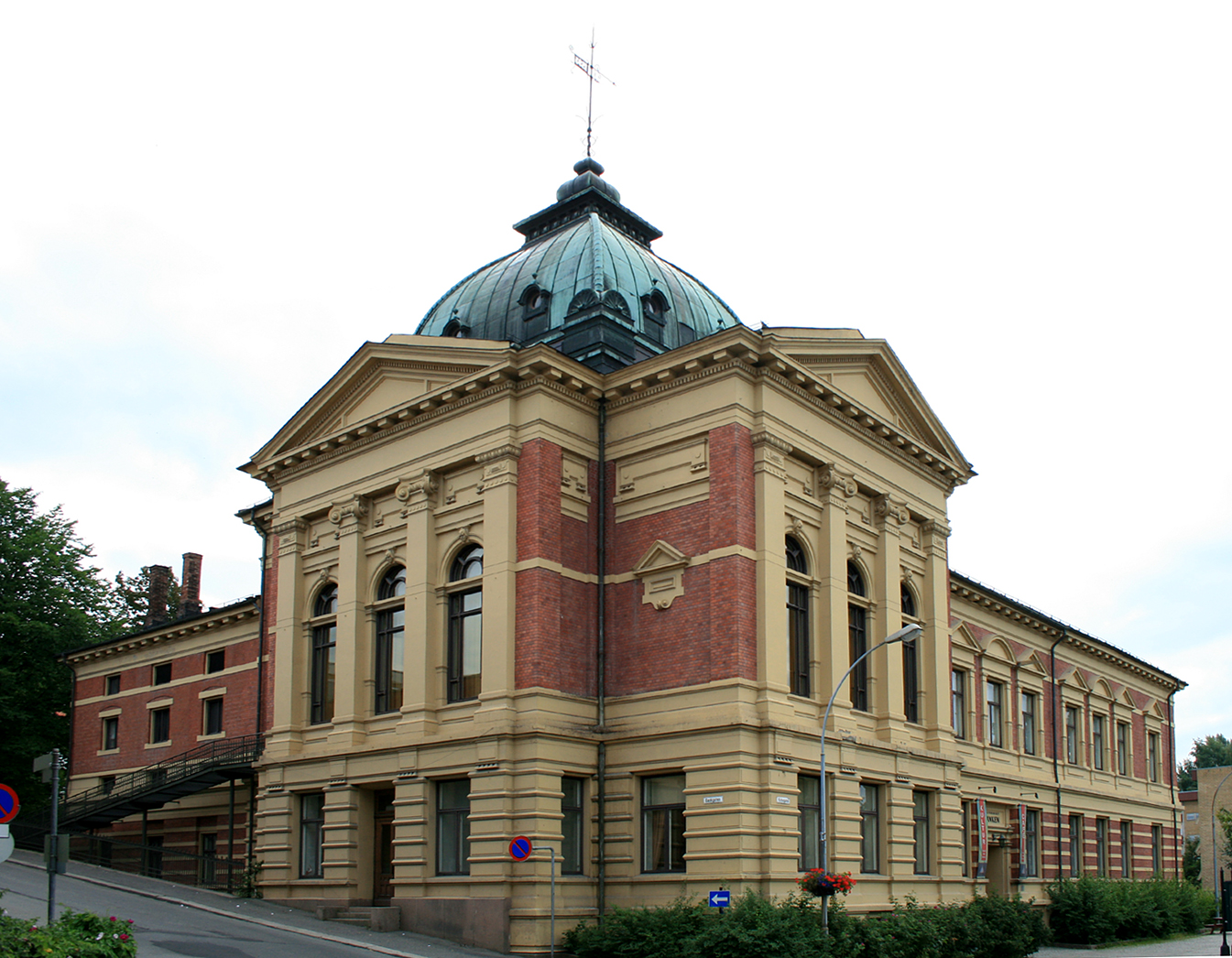
文化中心
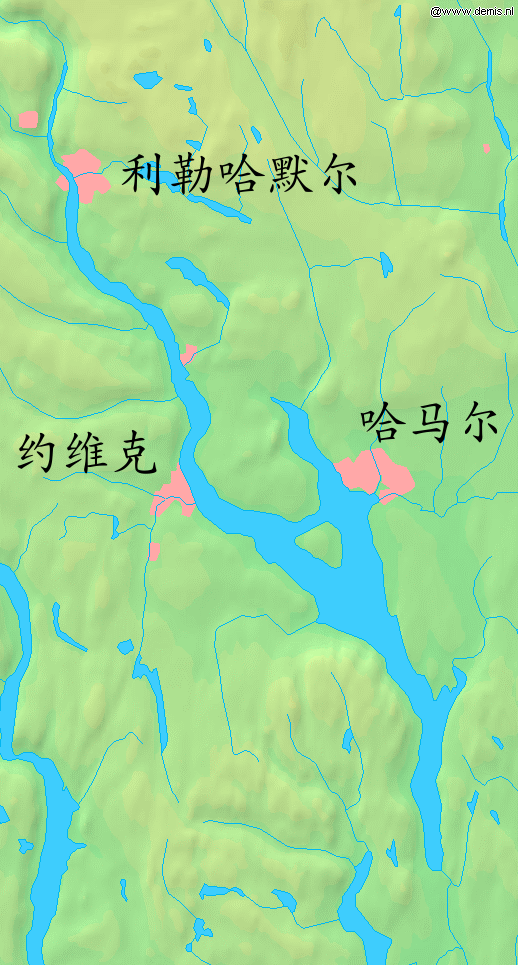
利勒哈默尔的地理位置
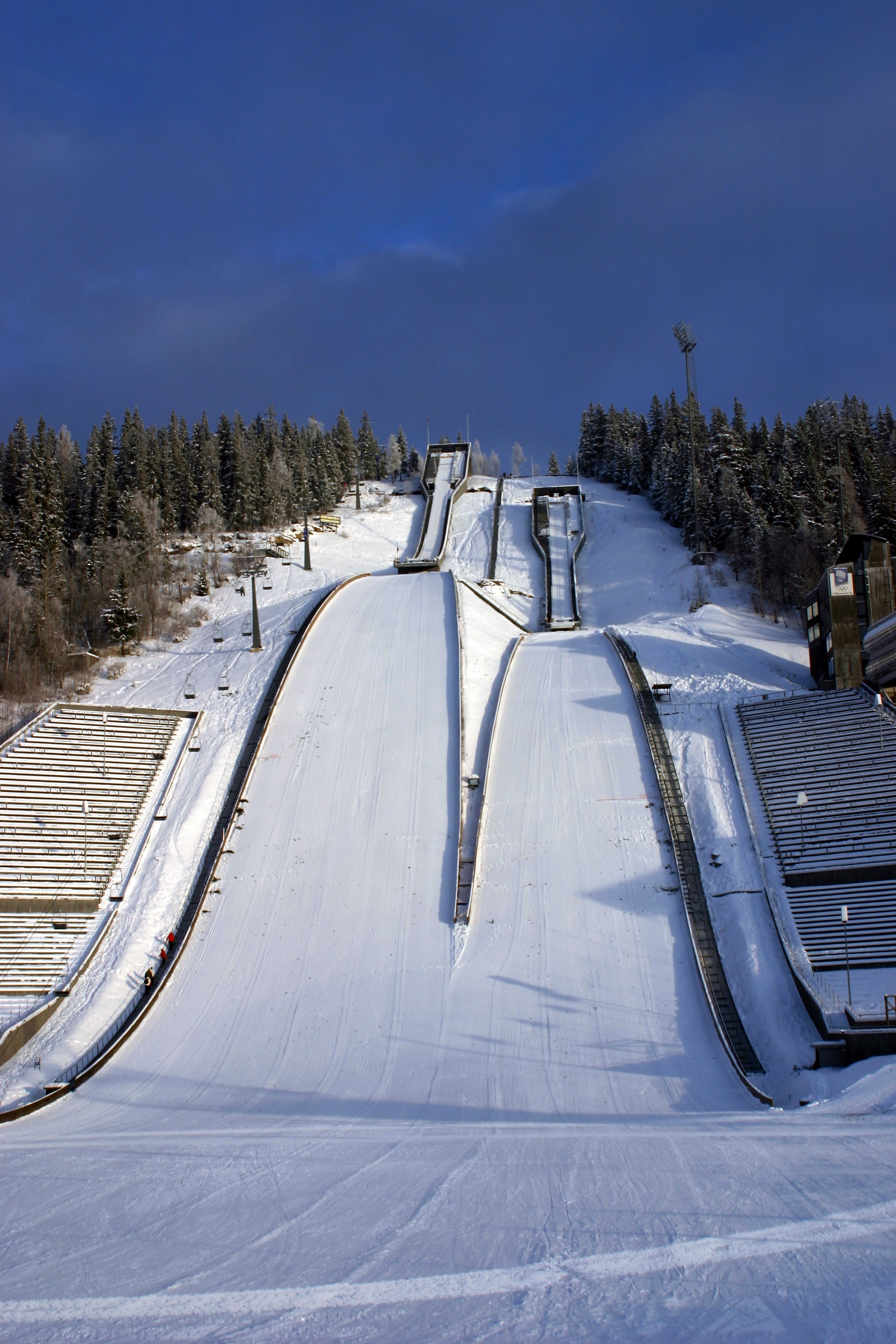
冬奥会滑雪跳台